# Okręgowe ligi polskie w piłce nożnej (1923)

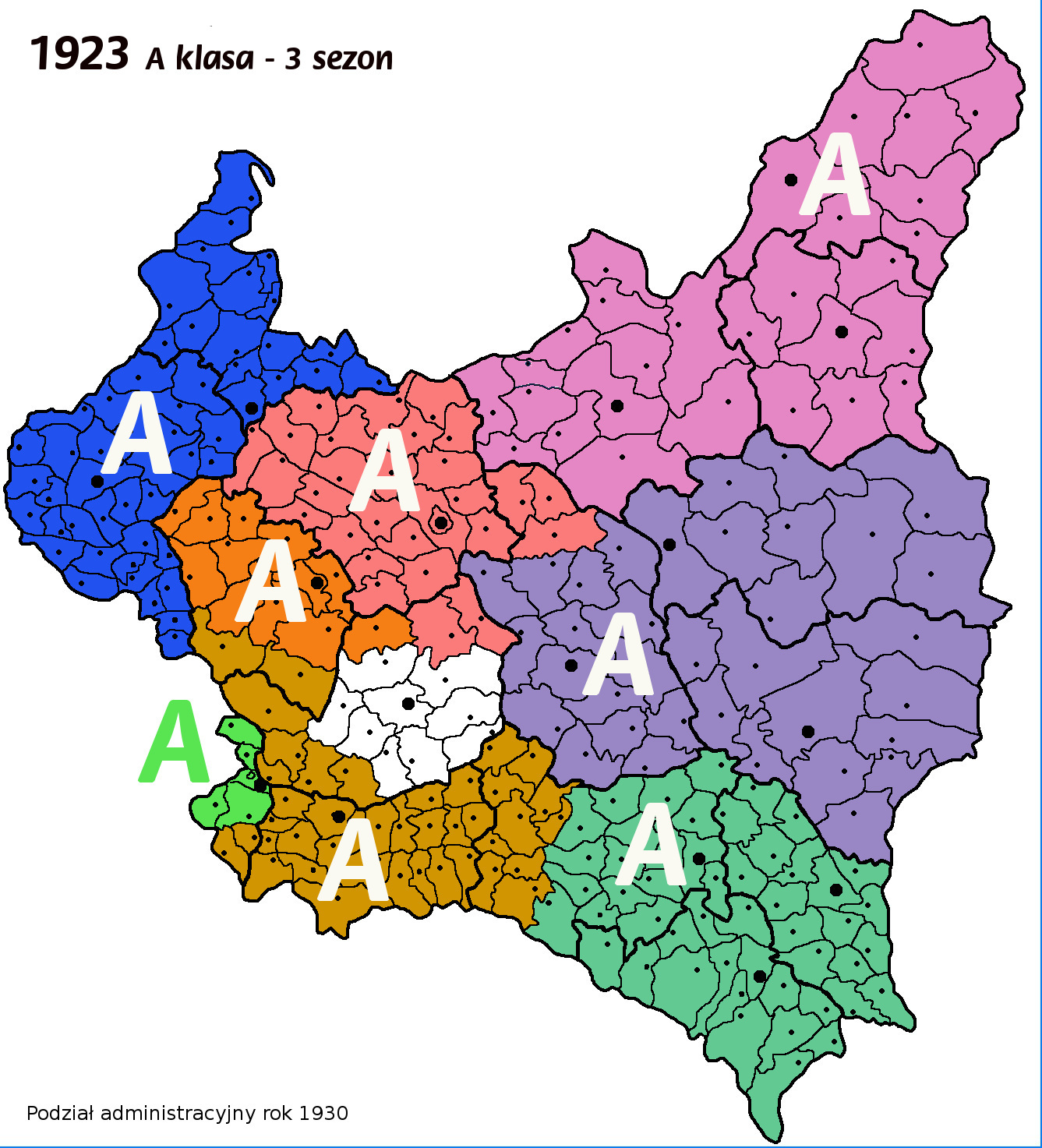
1923 rok A klasa

Okręgowe rozgrywki w piłce nożnej w sezonie 1923 odbywały się w 8 okręgach, a ich najwyższym poziomem była klasa A.
Mistrzowie okręgów uzyskali awans do turnieju w walce o tytuł Mistrza Polski.
| Poziomy rozgrywkowe w sezonie 1923 | Poziomy rozgrywkowe w sezonie 1923 | Poziomy rozgrywkowe w sezonie 1923 |
| Rozgrywki                          | P                                  | Nazwa                              |
| ---------------------------------- | ---------------------------------- | ---------------------------------- |
| Centralne                          | I                                  | Mistrzostwa Polski                 |
| Okręgowe (8 okręgów)               | II                                 | A Klasa                            |
| Okręgowe (8 okręgów)               | III                                | B klasa                            |
| Okręgowe (8 okręgów)               | IV                                 | C klasa                            |

## Rozgrywki okręgowe

### Mistrzostwa Klasy A Górnośląskiego OZPN
- mistrz: Iskra Siemianowice

| Poz. | Drużyna              | M | Z    | R    | P    | Bramki | Pkt. |
| ---- | -------------------- | - | ---- | ---- | ---- | ------ | ---- |
| 1    | Iskra Siemianowice   | 8 | b.d. | b.d. | b.d. | 28-11  | 14   |
| 2    | Pogoń Katowice       | 8 | b.d. | b.d. | b.d. | 29-8   | 12   |
| 3    | Strzała Ruda         | 8 | b.d. | b.d. | b.d. | 19-25  | 7    |
| 4    | Naprzód Lipiny (b)   | 8 | b.d. | b.d. | b.d. | 19-23  | 6    |
| 5    | Ruch Wielkie Hajduki | 8 | b.d. | b.d. | b.d. | 4-34   | 1    |
| 6    | KS 20 Bogucice       | 0 | b.d. | b.d. | b.d. | 4-28   | 3    |

- Gwiazda Bogucice zmieniła nazwę na KS 20 Bogucice, który wycofał się w trakcie rozgrywek.
- Z klasy B awansował AKS Chorzów, 1. FC Katowice, Orzeł Wełnowiec.
- Na śląsku trwa proces zmian i przyłączania się klubów niemieckich do rozgrywek polskich. Część klubów niemieckich przybiera polskie nazwy i przystępuje do rywalizacji o A klasę, część łączy się polskimi klubami, np.:

– Vfr Chorzów zmienia nazwę na AKS Chorzów

– Victoria i ATV Katowice przyłączają się do Pogoni Katowice

– BBC Chorzów do Ruchu Hajduki Wielkie/Chorzów

– Vfr Mysłowice wraz z Preussen tworzą klub o nazwie 1. FC Katowice

### Mistrzostwa Klasy A Krakowskiego OZPN
- mistrz: Wisła Kraków

| Poz. | Drużyna          | M  | Z | R | P | Bramki | Pkt. |
| ---- | ---------------- | -- | - | - | - | ------ | ---- |
| 1    | Wisła Kraków     | 10 | 9 | 0 | 1 | 31-7   | 18   |
| 2    | Cracovia         | 10 | 8 | 0 | 2 | 42-6   | 16   |
| 3    | Jutrzenka Kraków | 10 | 3 | 3 | 4 | 11-19  | 9    |
| 4    | BBSV Bielsko     | 10 | 3 | 3 | 4 | 9-18   | 9    |
| 5    | Wawel Kraków (b) | 10 | 3 | 1 | 6 | 7-20   | 5    |
| 6    | Sturm Bielsko    | 10 | 1 | 1 | 8 | 4-34   | 3    |

- Do klasy b spadł Sturm Bielsko, awansowała Olsza Kraków.

### Mistrzostwa Klasy A Lubelskiego OZPN
- mistrz: WKS Lublin

| Poz. | Drużyna               | M | Z    | R    | P    | Bramki | Pkt. |
| ---- | --------------------- | - | ---- | ---- | ---- | ------ | ---- |
| 1    | WKS Lublin            | 6 | b.d. | b.d. | b.d. | 21-8   | 10   |
| 2    | WKS Chełm             | 6 | b.d. | b.d. | b.d. | 21-8   | 9    |
| 3    | WKS Kresy Brześć (b)  | 6 | b.d. | b.d. | b.d. | 13-13  | 5    |
| 4    | WKS Hallerczyki Równe | 6 | b.d. | b.d. | b.d. | 2-28   | 0    |

- Do klasy B spadły WKS Kresy Brześć oraz WKS Hallerczyki Równe, awansowały WKS Kowel, Lublinianka Lublin.
- Druga drużyna WKS Lublin (juniorzy) poparta przez działaczy cywilnych oderwała się od klubu tworząc zalążek nowego klubu pod nazwą – Klub Sportowy Lublinianka. W następnym sezonie wystąpią dwa zespoły z Lublina o tych samych korzeniach WKS i KS Lublinianka.

### Mistrzostwa Klasy A Lwowskiego OZPN
- mistrz: Pogoń Lwów[1]

| Poz. | Drużyna            | M  | Z    | R    | P    | Bramki | Pkt. |
| ---- | ------------------ | -- | ---- | ---- | ---- | ------ | ---- |
| 1    | Pogoń Lwów         | 10 | b.d. | b.d. | b.d. | 68-10  | 19   |
| 2    | Czarni Lwów        | 10 | b.d. | b.d. | b.d. | 26-17  | 14   |
| 3    | Polonia Przemyśl   | 10 | b.d. | b.d. | b.d. | 27-29  | 10   |
| 4    | Hasmonea Lwów (b)  | 10 | b.d. | b.d. | b.d. | 18-27  | 7    |
| 5    | Lechia Lwów        | 10 | b.d. | b.d. | b.d. | 12-25  | 7    |
| 6    | Rewera Stanisławów | 10 | b.d. | b.d. | b.d. | 7-50   | 3    |

- Decyzją LOZPN nikt nie spadł do klasy B i nikt nie awansował.

### Mistrzostwa Klasy A Łódzkiego OZPN
- mistrz: ŁKS Łódź

| Poz. | Drużyna             | M | Z    | R    | P    | Bramki | Pkt. |
| ---- | ------------------- | - | ---- | ---- | ---- | ------ | ---- |
| 1    | ŁKS Łódź            | 8 | b.d. | b.d. | b.d. | 17-10  | 11   |
| 2    | ŁTSG Łódź           | 8 | b.d. | b.d. | b.d. | 16-12  | 10   |
| 3    | WKS 28 PSK Łódź (b) | 8 | b.d. | b.d. | b.d. | 14-11  | 10   |
| 4    | Union Łódź          | 8 | b.d. | b.d. | b.d. | 12-13  | 6    |
| 5    | Klub Turystów Łódź  | 8 | b.d. | b.d. | b.d. | 9-22   | 3    |

- Po sezonie zgodnie z dyrektywą Sztabu Generalnego Wojska kluby wojskowe miały wycofać się z rozgrywek, beniaminek WKS 28 PSK Łódź wycofał się z rozgrywek w A klasie, ale przystąpił od przyszłego sezonu do rozgrywek B klasy. Z tego powodu wygrywający klasę B WKS 31 PSk Łódź wycofał się, jego miejsce do awansu zajęła ŁTG Siła Łódź.

### Mistrzostwa Klasy A Poznańskiego OZPN
- mistrz: Warta Poznań

| Poz. | Drużyna               | M  | Z    | R    | P    | Bramki | Pkt. |
| ---- | --------------------- | -- | ---- | ---- | ---- | ------ | ---- |
| 1    | Warta Poznań          | 10 | b.d. | b.d. | b.d. | 53-6   | 20   |
| 2    | Pogoń Poznań          | 10 | b.d. | b.d. | b.d. | 19-19  | 11   |
| 3    | Posnania Poznań (b)   | 10 | b.d. | b.d. | b.d. | 29-20  | 10   |
| 4    | Unia Poznań           | 10 | b.d. | b.d. | b.d. | 21-30  | 9    |
| 5    | AZS Poznań (b)        | 10 | b.d. | b.d. | b.d. | 10-28  | 5    |
| 6    | Ostrovia Ostrów Wlkp. | 10 | b.d. | b.d. | b.d. | 6-34   | 5    |

- Sokół Toruń przed sezonem przeniesiony do okręgu Toruńskiego.
- Spadła Ostrovia Ostrów Wlkp., z klasy B awansowała Polonia Poznań.

### Mistrzostwa Klasy A Warszawskiego OZPN
- mistrz: Polonia Warszawa

| Poz. | Drużyna            | M | Z | R | P | Bramki | Pkt. |
| ---- | ------------------ | - | - | - | - | ------ | ---- |
| 1    | Polonia Warszawa   | 6 | 3 | 2 | 1 | 18:6   | 8    |
| 2    | Warszawianka (b)   | 6 | 3 | 2 | 1 | 13:11  | 8    |
| 5    | WKS Legia Warszawa | 6 | 3 | 0 | 3 | 14:10  | 6    |
| 4    | AZS Warszawa (b)   | 6 | 1 | 0 | 5 | 6:24   | 2    |

- Dodatkowy mecz o 1 miejsce: Polonia: Warszawianka 7:1 (wynik nie jest wliczony do tabeli).
- Przed sezonem fuzja WKS-u z Koroną Warszawa, klub na chwilę zmienił nazwę na WKS Korona[2], następnie przed startem nowego sezonu na WKS Legia[3].
- Nikt nie spadł do B klasy, awansowały drużyny Czarni Radom, Varsovia Warszawa.

### Mistrzostwa Klasy A Wileńskiego OZPN
| Poz. | Drużyna           | M | Z | R | P | Bramki | Pkt. |
| ---- | ----------------- | - | - | - | - | ------ | ---- |
| 1    | Lauda Wilno       | 4 | 3 | 1 | 0 | 12-3   | 7    |
| 2    | WKS 1PP Wilno (b) | 4 | 2 | 1 | 1 | 9-4    | 5    |
| 3    | WKS Wilno         | 4 | 0 | 0 | 0 | 2-16   | 0    |

- Miejsce AZS zajął WKS 1 PP Wilno.
- Przed sezonem Strzelec Wilno zmienił nazwę na Lauda Wilno.
- Po sezonie Lauda Wilno łączy się z WKS 6PP Wilno oraz AZS Wilno tworząc nowy klub o nazwie Wilja Wilno.
- Po sezonie WKS Wilno zmienia nazwę na WKS Pogoń Wilno
- Nikt nie spadł do klasy B.